# Резолюция Совета Безопасности ООН 163
Резолюция Совета Безопасности ООН 163 — резолюция, принятая 9 июня 1961 года после резолюции 1603 Генеральной Ассамблеи, объявившей Анголу несамоуправляющейся территорией, Совет подтвердил эту резолюцию, призвав Португалию действовать в соответствии с ее положениями. Совет призвал португальцев воздержаться от репрессивных мер и оказать всяческое содействие Подкомитету по положению в Анголе, назначенному в соответствии с положениями резолюции Генеральной Ассамблеи, а также выразил надежду на то, что будет найдено мирное решение, и попросил Подкомитет как можно скорее представить доклад Совету и Генеральной Ассамблеи.
Ряд государств-членов выразили обеспокоенность ситуацией с правами человека в Анголе, включая отказ в праве на самоопределение, массовые убийства и вооруженное подавление ангольского народа. Для участия в заседаниях были приглашены представители Португалии, Индии, Ганы, Конго (Леопольдвиль), Конго (Браззавиль), Нигерии, Мали, Эфиопии и Марокко.
Резолюция была принята девятью голосами, Франция и Великобритания воздержались.

## См.также
- Резолюция Совета Безопасности ООН 162 (1961)